# NGC 7126
NGC 7126 је спирална галаксија у сазвежђу Индијанац која се налази на NGC листи објеката дубоког неба.
Деклинација објекта је - 60° 36' 34" а ректасцензија 21h 49m 18,3s. Привидна величина (магнитуда) објекта NGC 7126 износи 12,2 а фотографска магнитуда 12,9. Налази се на удаљености од 38,336 милиона парсека од Сунца. NGC 7126 је још познат и под ознакама ESO 145-18, AM 2145-605, IRAS 21456-6050, PGC 67418.